# 胡梅英
胡梅英（1974年—），江西泰和人，汉族，中华人民共和国政治人物、第十二届全国人民代表大会江西地区代表。
毕业于江西医学院自学考试护理专业。加入中国共产党。2013年，担任全国人大代表。2018年2月24日，当选为第十三届全国人大代表。